# Рупърт Кийгън
Рупърт Кийгън (на английски: Rupert Keegan) е бивш пилот от Формула 1.
Роден на 26 февруари 1955 година в Уестклиф он сиа, Великобритания.

## Формула 1
Рупърт Кийгън прави своя дебют във Формула 1 в Голямата награда на Испания през 1977 година с отбора на Хескет. В световния шампионат записва 37 състезания като не успява да запише точка в световния шампионат.